# Tamoritis
Tamoritis (em grego: Ταμωριτις, Tamōritis; em armênio: Տմորիք; romaniz.: Tmorik) ou Codritoão (em grego: Κοδρίτωον, Kodrítōon), ou Tumurru para os assírios, era um cantão da província de Gordiena, na Armênia, que avizinhava a província da Vaspuracânia. Para Robert H. Hewsen, ocupava o vale mais alto do rio Cabur Oriental - a alta (e talvez a média) Gordiena de Ananias e o país montanhoso que se estende para o oeste do monte Ararate. Para ele é até possível que o seu nome incluísse o conjunto do principado de Corduena para leste.

## História

Armênia sob Tigranes, o Grande (século I a.C.)

No século III a.C., Tamoritis surgiu como distrito autônomo e estava situado a oeste de um reino curdo surgido entre Adiabena e Armênia. Seu nome derivou da vila de Come Tamanão (Kome Thamanon; T'man) localizada em algum lugar no monte Ararate.  Aparentemente o distrito não pertencia à época a Gordiena como seria posteriormente e deve ter sido mantido pelo Império Selêucida até ser tomado pela Armênia na expansão dos primeiros artaxíadas em meados do século II a.C.. Para Hewsen, sob domínio armênio, consistia em dois distritos em vez de um: Corduena a oeste, que ocupou as terras baixas junto ao rio Cabur, e Tamoritis propriamente dito a leste, a Tamonitis (Tamonitis) mencionada por Estrabão e que Fausto, o Bizantino comentou ser inacessível e montanhosa. À época de Tigranes, o Grande (século I a.C.), o Reino de Gordiena e Tamoritis foram fundidos num território. No século II, Corduena (Tamoritis) e Gordiena, então unidas, se separam em principados distintos.
No século IV, Corduena e Tamoritis eram entidades separadas de acordo com Fausto. À época (c. 363), quando Corduena era um único principado de indiscutível importância, Tamoritis era talvez um distrito sem príncipes sob o príncipe de Corduena em sua capacidade de vitaxa e serviu como seu amur ou "forte" de seu vice-reino de outra forma formado por terras baixas e não muito defensáveis. À época, Tamoritis, Corduena e Gordiena estavam em franca rebelião contra o rei Ársaces II (r. 350–368), o que sugere que Tamoritis tinha seus próprios governantes, talvez um príncipe do ramo júnior da casa de Corduena, ou mesmo a família Bagratúnio (sua posterior detentora), como achou Cyril Toumanoff; Toumanoff, a partir de sua leitura de Moisés de Corene, propôs que era domínio bagrátida desde o século II na figura de Simbácio, filho de Biurate. Hewsen pensou que era mais provável que houvesse um administrador militar nomeado pelo príncipe de Corduena em sua capacidade de vitaxa.

Armênia em 150. Gordiena situa-se ao sul

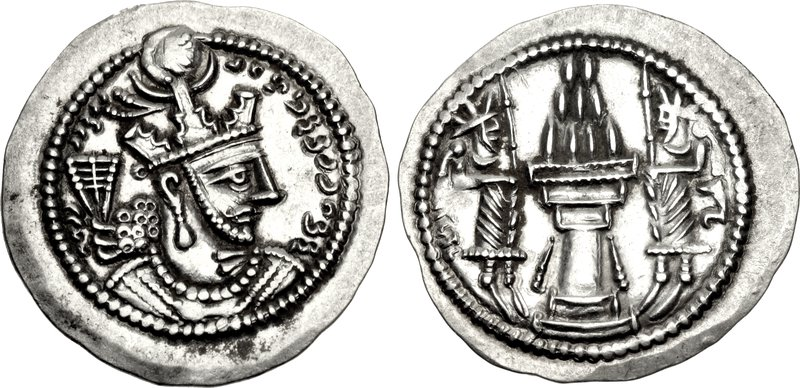
Dracma de r.

Após a aquisição definitiva de vários territórios da Armênia pelo Império Sassânida em 387 com a Paz de Acilisena, os persas devem ter reorganizado Corduena, Tamoritis e Gordiena como uma única entidade, que as fontes siríacas se referem como a sé episcopal de Bete Cardu e que para os persas era aparentemente parte de sua nova província chamada Arzono-Ostano. Os persas não parecem ter reconhecido Tamoritis como um dos distritos de Gordiena, pois seu nome não aparece na Geografia de Ananias de Siracena e Moisés de Corene relata que Corduena costumava ser chamada Tamoritis, o que contradiz Fausto. Para Hewsen, a resposta para isso está no fato de Ananias conhecer três Gordienas (Superior, Média e Inferior), enquanto as fontes anteriores tratam-as como uma. Segundo ele, a Gordiena original consistia no que Ananias chama Gordiena Média e Superior, enquanto Gordiena Superior compreendia a anterior Tamoritis, talvez incluindo outras partes de Corduena. Isso também explica porque outras fontes citam que Corduena e Gordiena se uniram quando Tamoritis supostamente estava entre elas. Estava entre Corduena e Gordiena, mas apenas no norte (Moisés de Corene indica que Alqui, uma fortaleza cuja posição nas montanhas do norte entre Corduena e Moxoena é conhecida, estava em Tamoritis), enquanto no sul (abaixo de Tamoritis) eram contíguas.
Segundo Eliseu, à época da rebelião de Vardanes II (450–451) contra a autoridade do xá Isdigerdes II (r. 438–457) na Armênia, o príncipe Vasaces I escreveu para Tamoritis, Gordiena, Orquistena e Cáldia, indicando que tinham seus próprios governantes e, portanto, estavam em pé de igualdade com reinos vassalos da Pérsia, como a Albânia e Ibéria. Para Hewsen, Ananias citar os onze distritos de Corduena sem citar os termos Tamoritis ou Gordiena como nomes dos sete distritos mais setentrionais e, assim, como sinônimo do antigo Reino de Gordiena, é facilmente explicado: estava interessado apenas nas 15 grandes terras (iasxarhk) do país e suas menores divisões (gawark) e não em agrupamentos intermediários dos distritos (os principados) nem combinações anteriores deles, como o Reino de Gordiena, que incluía só os oito distritos mais orientais dos onze incluídos na província persa.  Entre 772 e 890, a família Arzerúnio alargou seus domínios e tomou-a.